# Maurice de Keghel
Maurice de Keghel est un chimiste et industriel français d'origine belge né à Gand le 9 août 1883 et décédé à Montmorency le 17 juin 1965, auteur de nombreux ouvrages de chimie appliquée consacrés essentiellement aux produits à usage ménager, industriel ou artisanal.

## Origine et formation
Issu d'une famille gantoise d'industriels à la tête d'une fabrique de plomb depuis la seconde moitié du XVIIIe siècle, il étudie les sciences et obtient en 1903 un diplôme d'ingénieur chimiste de l'Institut polytechnique de Bruxelles. Sa formation universiataire est sanctionnée par l'obtenton d'une licence (avant 1923) puis d'un doctorat es sciences.

## Carrière et inventions
Inventeur entre autres d'un procédé d'ignifugation du bois, il s'établit à Honfleur vers 1900 pour y diriger une usine de traitement de bois du Nord.
Il consacre plusieurs études à la biochimie clinique, domaine d'activité qu'il ne cessera jamais de pratiquer dans ses laboratoires d'analyses successifs.
Ses travaux l'amènent par ailleurs à étudier divers produits à usage ménager (notamment les encres, les colles et les cires) et à inventer des formules de perles, de nacre et d'ambre artificielles.
Il collabore un temps, à partir de 1916, à la rédaction de la revue Chimie et Industrie, émanation de la Maison de la Chimie et de la Société de Chimie Industrielle.
Il compte parmi les précurseurs de la lessive moderne, pour laquelle il dépose plusieurs marques et brevets qu'il exploite dans un premier temps lui-même, fondant à cet effet une usine de fabrication à Vincennes, avant d'en céder les brevets.
Il crée également à Vincennes un laboratoire d'analyses qu'il installe par la suite au Crotoy.